# Recht und Politik
Recht und Politik (RuP) ist eine rechtspolitische Fachzeitschrift, in der Aufsätze, Buchbesprechungen und Informationen zur deutschen und europäischen Rechtspolitik veröffentlicht werden. Sie erscheint vierteljährlich.

## Zielsetzung
Ursprüngliche Zielsetzung von RuP war, die rechtspolitische Reformbewegung in den 1960er-Jahren publizistisch zu begleiten. Die Juristenausbildung, das Richterbild in der Öffentlichkeit und die Justiz selbst sollten den Forderungen des Grundgesetzes angepasst und demokratisiert werden. Dieser Zielsetzung entsprechend wurde Rechtspolitik, insbesondere soweit es um die innere Reform der Justiz ging, als aktiv zu betreibende, gestaltende Gesellschaftspolitik definiert, weshalb die Zeitschrift auch von Anfang an interdisziplinär ausgerichtet war. Auch der Titel der Zeitschrift trägt der Erkenntnis Rechnung, dass Recht und Politik in einem wechselseitigen Spannungsverhältnis stehen und sich nicht voneinander trennen lassen. 
In den 1970er und 1980er Jahren wurden die in RuP geforderten Reformen zum großen Teil justizpolitisch umgesetzt, sie sind heute selbstverständliche Bestandteile im Justizalltag. Programmatisch führte dies zu einer Neudefinition der Zielsetzung der Zeitschrift, die ihren Fokus auf ausgewählte gesellschafts- wie rechtspolitisch relevante Themen richtete. Schwerpunkt nach der Wiedervereinigung waren in den 1990er Jahren Rechtsfragen im Gefolge der Deutschen Einheit, wie z. B. der Aufbau rechtsstaatlicher Strukturen und einer demokratischen Justiz in den neuen Ländern sowie die Restitutions-Problematik. 
Seit der Jahrtausendwende wurden in Recht und Politik vor allem aktuelle Themen mit öffentlich-rechtlichem Bezug interdisziplinär diskutiert und juristisch begründete Reformforderungen erhoben. Themen waren z. B. der Einsatz der Bundeswehr im Ausland, das Datenschutzrecht, das Internetrecht, Parteienrecht und Wahlrecht sowie die europäische Rechtsentwicklung. Im Herbst 2015 wurde die Rubrik Gender und Rechtspolitik eingeführt. RuP will so in Zusammenarbeit mit dem Deutschen Juristinnenbund (DJB) zur Verwirklichung der Gleichberechtigung und Gleichstellung der Frau in allen gesellschaftlichen Bereichen beitragen.
Ein neuer redaktioneller Aufgabenbereich ist seit Januar 2017 die Dokumentation rechtspolitisch wichtiger Schlussanträge der Generalanwaltschaft beim Europäischen Gerichtshof (EuGH). RuP will damit der ständig steigenden rechtspolitischen Bedeutung der Entscheidungen des EuGH für die nationale Ebene Rechnung tragen.

## Geschichte
Die 1965 in Berlin gegründete Zeitschrift Recht und Politik ist die erste juristische Fachzeitschrift, die in Deutschland rechtspolitische Themen behandelt hat. Sie wurde von dem Rechts- und Justizreformer und späteren Präsidenten des OLG Braunschweig Rudolf Wassermann zusammen mit Gerhard Kunze und Friedrich Piefke gegründet. Ursprünglich eine Publikation der Arbeitsgemeinschaft Sozialdemokratischer Juristen ist die Zeitschrift seit Mitte der 1970er Jahre überparteilich, bleibt aber dem Ideal des freiheitlichen, demokratischen und sozialen Rechtsstaats verpflichtet. 
Der Redaktion gehören an: Hendrik Wassermann (verantw.), Ernst R. Zivier, Heiko Holste und Robert Christian van Ooyen.
RuP erscheint seit Januar 2017 im Verlag Duncker und Humblot, Berlin. Die Zeitschrift hat mit dem Wechsel ihren Umfang stark erweitert.

## Schwerpunkte
Die Zeitschrift hat folgende rechtspolitische Schwerpunkte:
- Diskussion aktueller Entwicklungen v. a. im Staats- und Verfassungsrecht aus juristischer und politikwissenschaftlicher Sicht
- Berichterstattung über Entwicklungen und Vorhaben auf EU-Ebene mit Dokumentation wichtiger Schlussanträge der Generalanwaltschaft beim EuGH
- Würdigung herausragender demokratischer Juristen
- Begleitung der Entwicklung der Berliner Justiz und Verwaltung

## Adressatenkreis und Autoren
Recht und Politik richtet sich an alle an der Rechtspolitik Interessierten. Dabei handelt es sich in erster Linie um Juristen und Politikwissenschaftler in der Justiz, den Parlamenten und den Bundesoberbehörden, um Lehrende und Studierende. RuP ist es ein besonderes Anliegen, neben renommierten Wissenschaftlern dem Nachwuchs Gelegenheit zu Veröffentlichungen zu geben.